# Europæisk Automobilmuseum
Europæisk Automobilmuseum var et museum i udkanten af Odense, der indeholdt en samling på over 100 køretøjer fra især perioden omkring 1950'erne til 1960'erne.
I den store udstillingshal fremvistes blandt andet også de første cykler med hjælpemotor, motorcykler og knallerter. Derudover kunne der findes relaterede emner som originalt legetøj, værktøj og tryksager.